# Asana
Asana (/əˈsɑːnə/) 是一个网络和移动应用，它的设计是为了改善团队交流和协作的方式。2008年达斯廷·莫斯科维茨离开Facebook，与贾斯丁·罗森斯坦一起创办了阿萨纳。 在Facebook时，他们一起工作以改善其员工的工作效率。Asana如今被数以千计的团队所使用，其中包括公司如Twitter、Foursquare、LinkedIn、Disqus、Airbnb、Rdio、AdParlor、Flapps、GDG Shanghai、TECH2IPO、優步和Entelo。

## API
2012年4月，Asana把它们的API 开放给了第三方开发者。有Asana账户的任何人都可以免费使用其应用程序接口（API），通过他们的开发者网站来使用其应用程序接口。

## 竞争者
- Basecamp (software)
- Trello
- Deltek Kona （页面存档备份，存于）
- Clinked （页面存档备份，存于）

## 参照
1. ↑  .   [2013-12-28]. （原始内容存档于2014-01-03）.
2. ↑  Rosenstein, Justin."Reply on Quora to: Who is the CEO of Asana?", Quora, February 8, 2011. Retrieved 2011-02-15.
3. ↑  Guynn, Jessica. . Los Angeles Times. 2 November 2011  [2013-12-28]. （原始内容存档于2014-01-19）.
4. ↑  Kaplan, Dan. .   [27 June 2012]. （原始内容存档于2014-01-03）.
5. ↑  Hamburger, Ellis. . The Verge. 27 June 2012  [2013-12-28]. （原始内容存档于2014-01-08）.
6. ↑  .   [January 19, 2013]. （原始内容存档于2014-01-22）.
7. ↑  .   [April 2, 2014]. （原始内容存档于2014-04-07）.
8. ↑  Constine, Josh. . TechCrunch. 21 April 2012  [2013-12-28]. （原始内容存档于2013-12-24）.
9. ↑  Slovacek, Greg. .   [19 April 2012]. （原始内容存档于2013-06-28）.
10. ↑  .   [2013-12-28]. （原始内容存档于2013-12-13）.